# Пармська єпархія святого Йосафата УГКЦ
Пармська єпархія (англ. Ukrainian Catholic Eparchy of Saint Josaphat in Parma) — єпархія Української греко-католицької церкви, яка входить до складу Філадельфійської митрополії. Єпархія була заснована 5 грудня 1983 року. З 29 липня 2009 по 2014 року апостольським адміністратором був Іван Бура. З 4 листопада 2014 року Пармську Єпархію очолює правлячий архієрей Богдан Данило.

## Список єпархів
- Роберт Москаль (1983—2009)
- Іван Бура (2009—2014) (апостольський адміністратор)
- Богдан Данило (з 2014)